# 城市藝坊

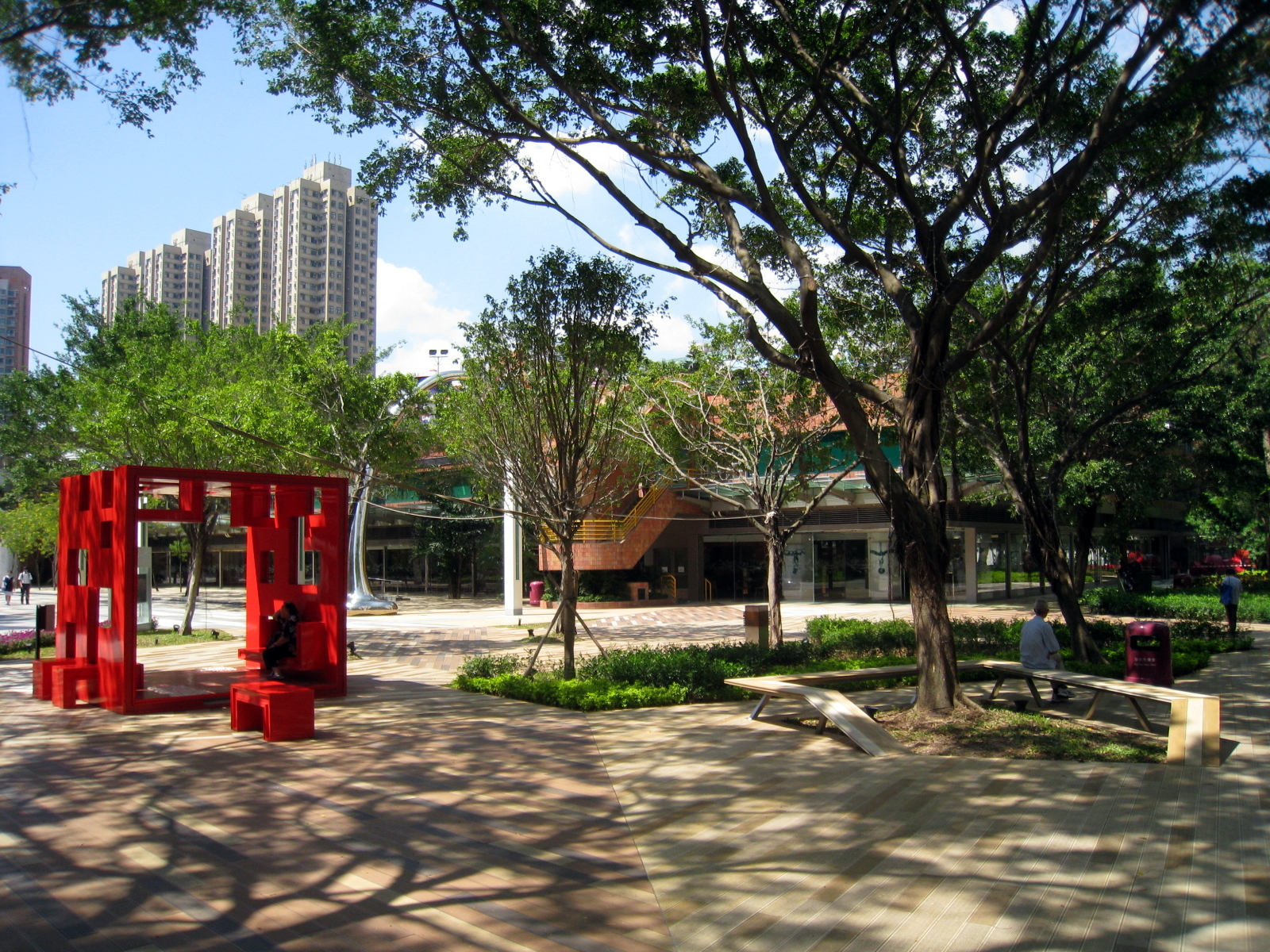
城市藝坊第六區

城市藝坊（英語：City Art Square）位於香港新界沙田區，鄰近沙田大會堂、帝都酒店及大型商場新城市廣場，為以藝術為主題的主題公園。工程於2007年11月興建，在2008年7月22日下午正式對外開放，務求能夠在2008年夏季奧林匹克運動會馬術比賽期間為300多名運動員、隨行人員、技術人員及香港市民在區內體驗奧運氣氛，從中美化沙田市中心的環境。城市藝坊將永久展出19件國際級海內外藝術及設計師的作品。整個工程由新鴻基地產最少耗資7,000萬元負責興建，由何周禮建築設計事務所，ADI Limited和BETA Design Lmited負責設計，工程完成後由康樂及文化事務署管理。

## 廣場規劃

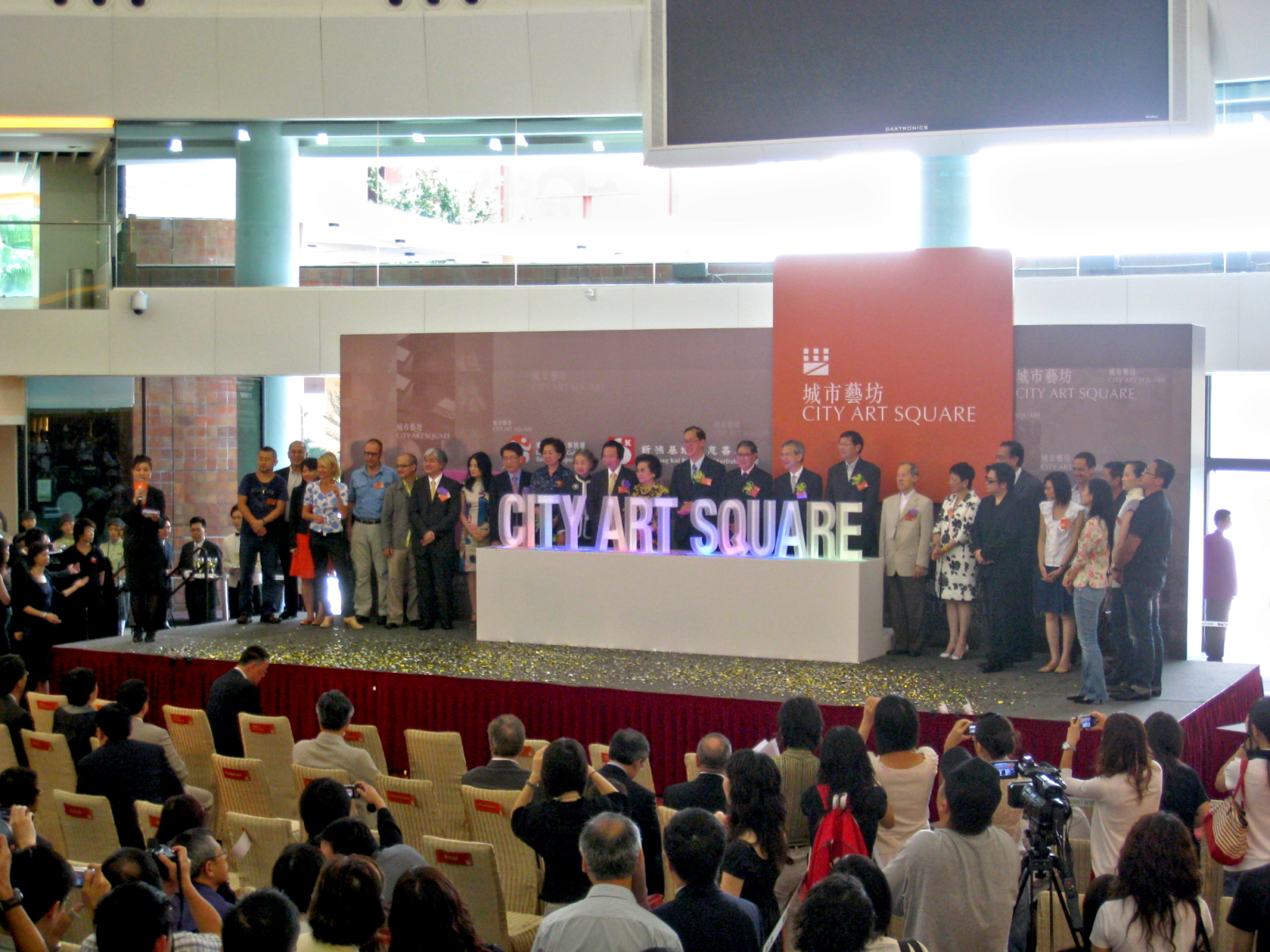
城市藝坊揭幕典禮

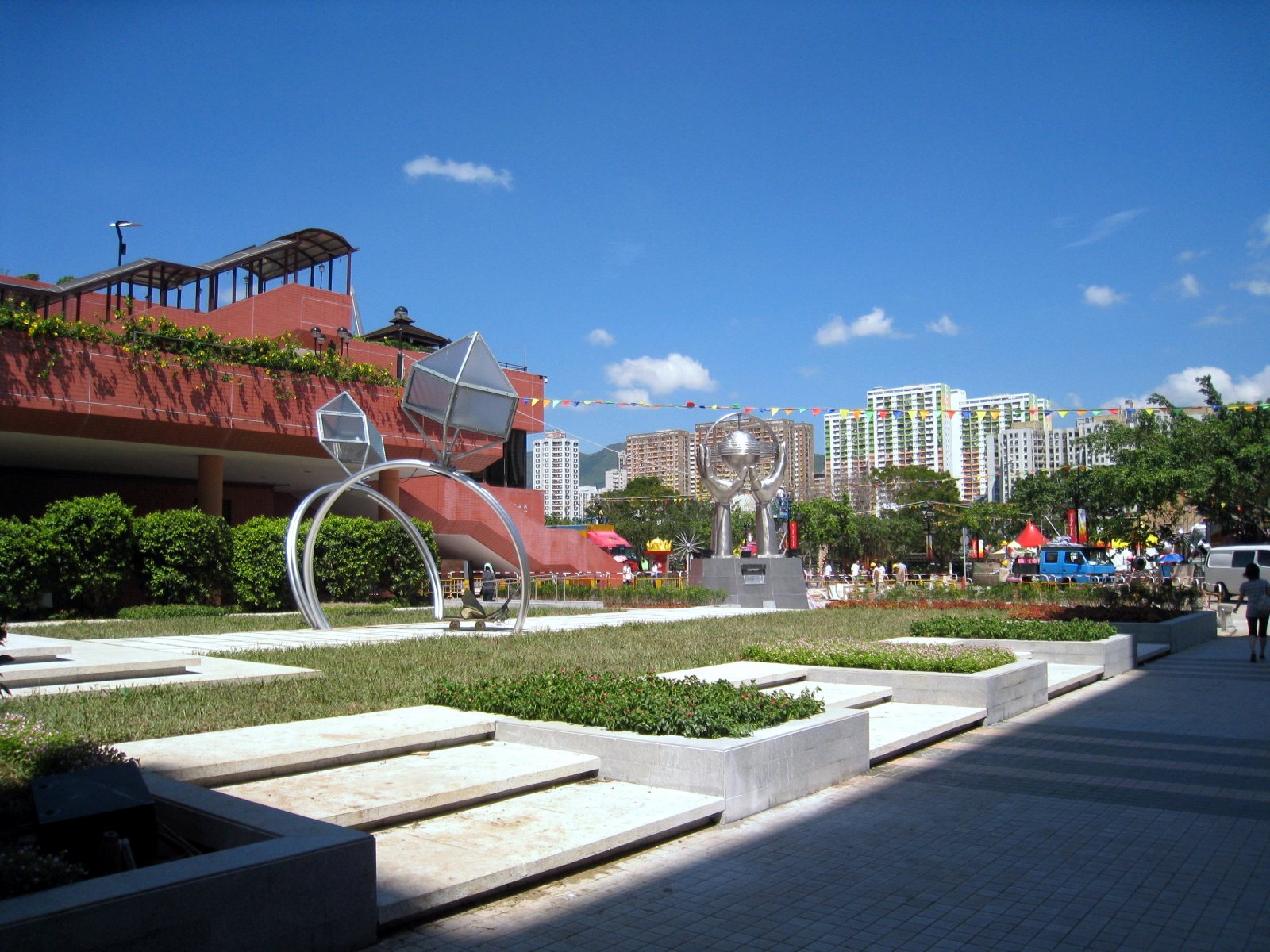
雙環藝術品雕塑 《盟》(左)和《保護地球》(右)

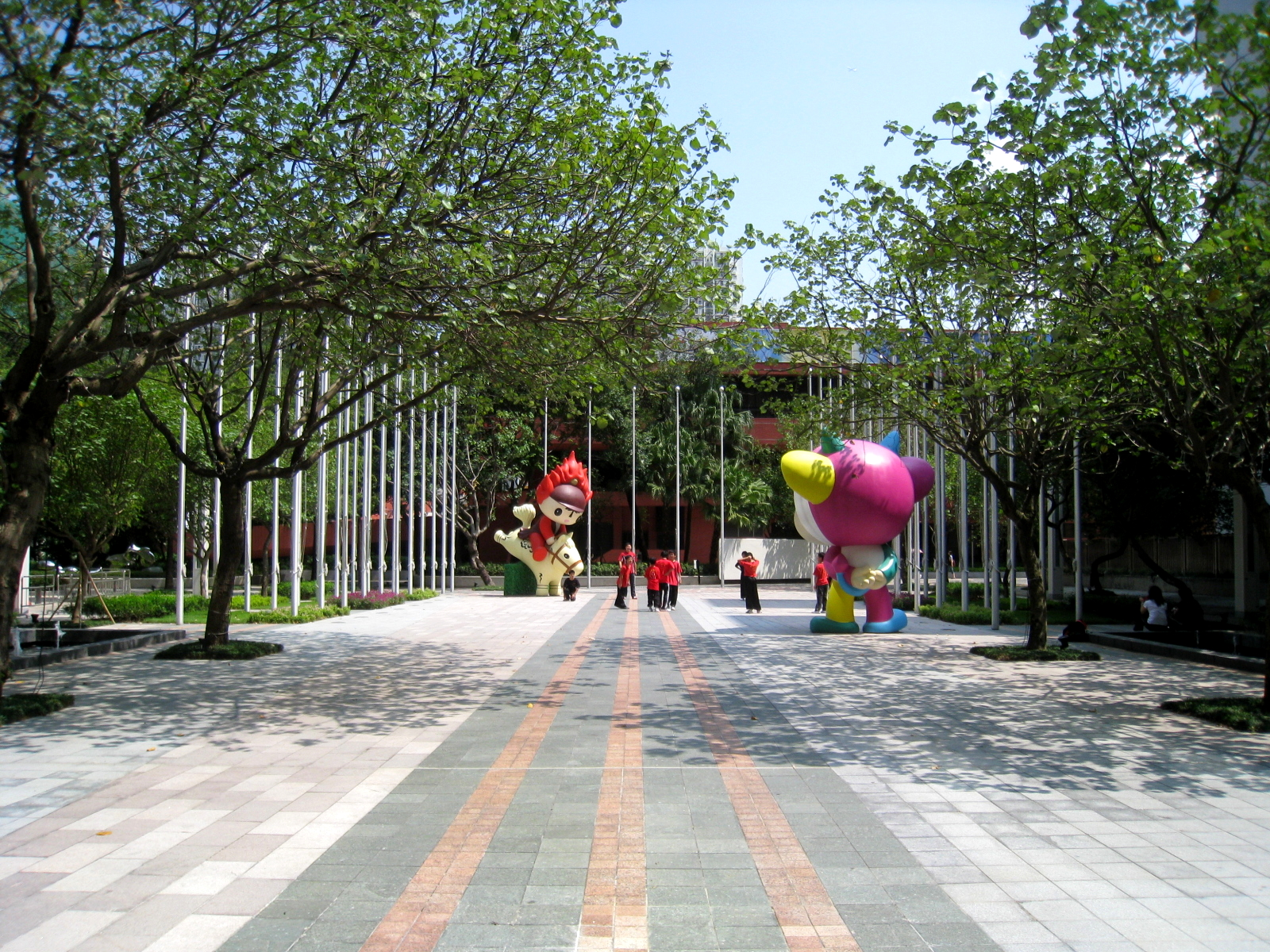
城市藝坊第2區改裝後成為有49支旗杆的廣場

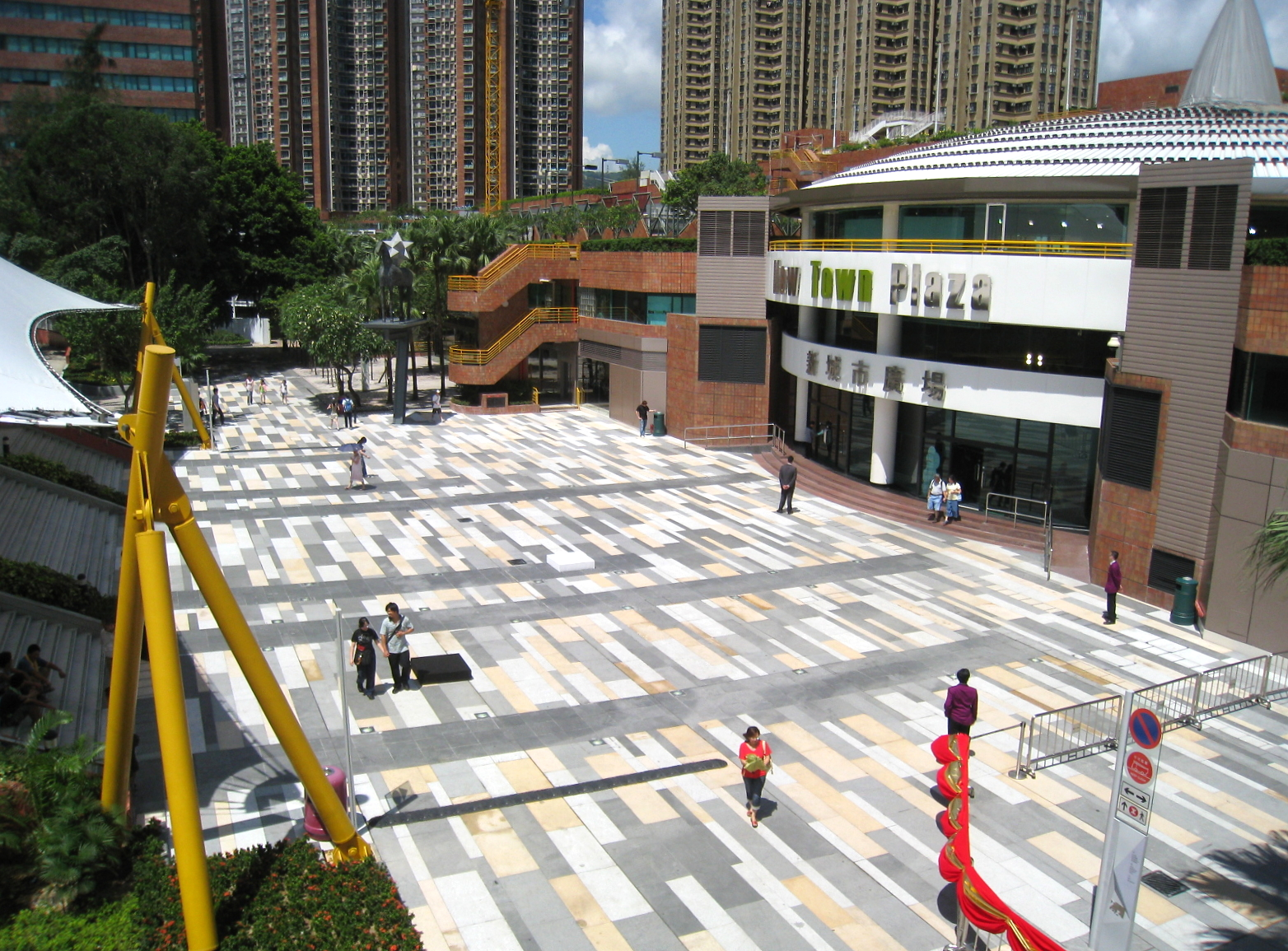
第3區中央為大型廣場

城市藝坊佔約19萬平方呎，分為6個不同區域，每個區域均有不同主題的園景設計，包括以結合公共藝術及奧運元素為主題的雕塑品。整個藝坊的設計連建築及搜羅藝術品及一切開支，由新鴻基地產旗下的新地慈善基金負責。城市藝坊完工後，交予康樂及文化事務署管理。但其後被指欠妥善管理。
雕塑品匯聚海外、中國內地及香港著名藝術家及設計師的藝術創作，包括著名英國建築大師薩哈·哈帝、意大利著名雕塑家Mimmo Paladino及香港著名時裝設計師Vivienne Tam、劉小康和城市藝坊建築設計師何周禮等。

## 第1區
第1區鄰近沙田公園及沙田公共圖書館旁的「百步梯」，改裝後設有一個小型草坪平台，平台裝上美國概念藝術家Dennis Oppenheim 設計的雙環藝術品雕塑 《盟》(Engagement)，是兩隻大型訂婚戒指構成的巨型雕塑。配合該處鄰近沙田婚姻註冊處，可作為拍攝結婚勝地。第一區原有1993年5月12日設立的文樓雕像《保護地球》仍得以保留。

## 第2區
第2區鄰近奧運村帝都酒店及沙田裁判法院。改裝後成為有49支旗杆的廣場，世界各國的國旗會繫在杆上隨風飄揚。大會則會在藝坊內提供多項文化節目，如功夫、太極班、民族手工藝製作等，讓選手在休息時感受中國文化。第二區以中國牡丹花為主題的馬賽克行人徑《花開富貴》，由著名時裝設計師Vivienne Tam設計。其他雕塑包括大型奧運福娃歡歡及福牛樂樂。
不過旗杆在奧運結束後一直未有掛上國旗，而且沒有任何告示介紹擺放的雕塑和旗杆的原因。而旗杆已於2015初拆卸，但康文署沒有解釋原因。
基於第2區鄰近奧運村帝都酒店，因此該區曾在2008年7月21日至9月20日期間不對外開放，並且在外圍安裝雙重圍板，讓選手保障私隱。

## 第3區
第3區鄰近沙田大會堂及新城市廣場第一期入口，近新城市廣場入口位置設有米莫．巴拉第諾創作的雕塑品「峰」。近沙田大會堂位置地下則有1987年署理港督鍾逸傑爵士種植的樹木。

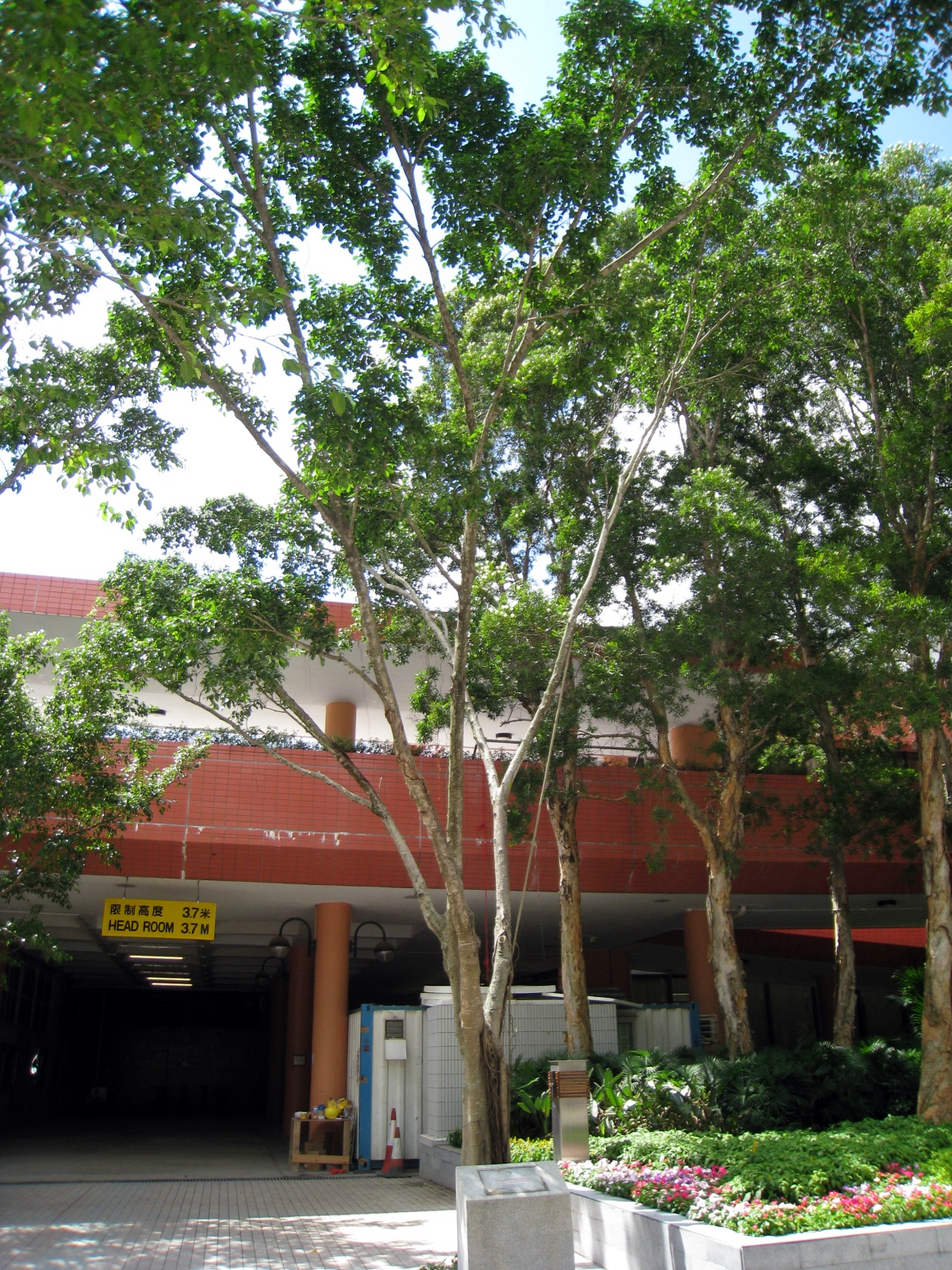
1987年署理港督鍾逸傑爵士種植的樹木。
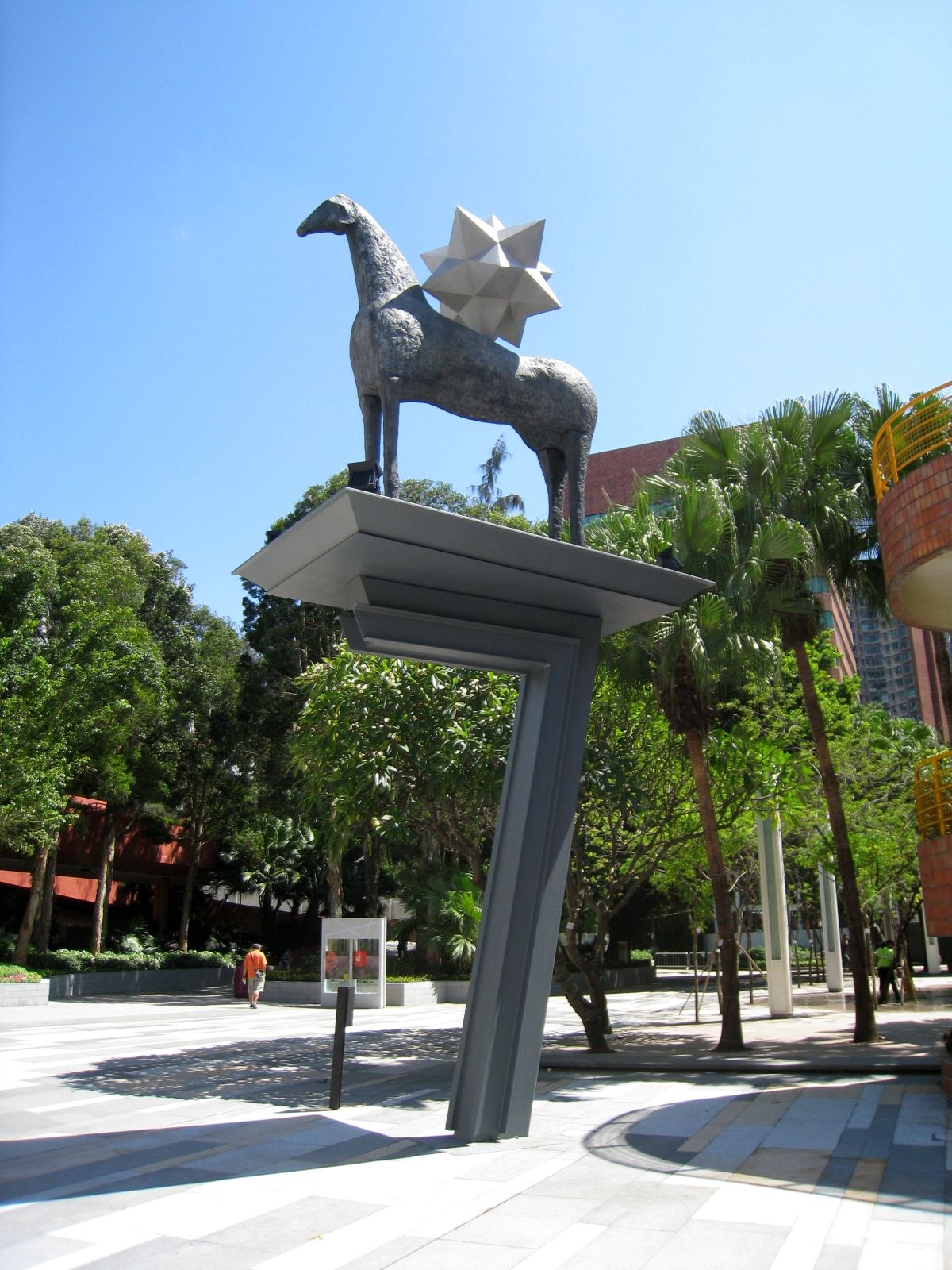
米莫．巴拉第諾創作的雕塑品「峰」
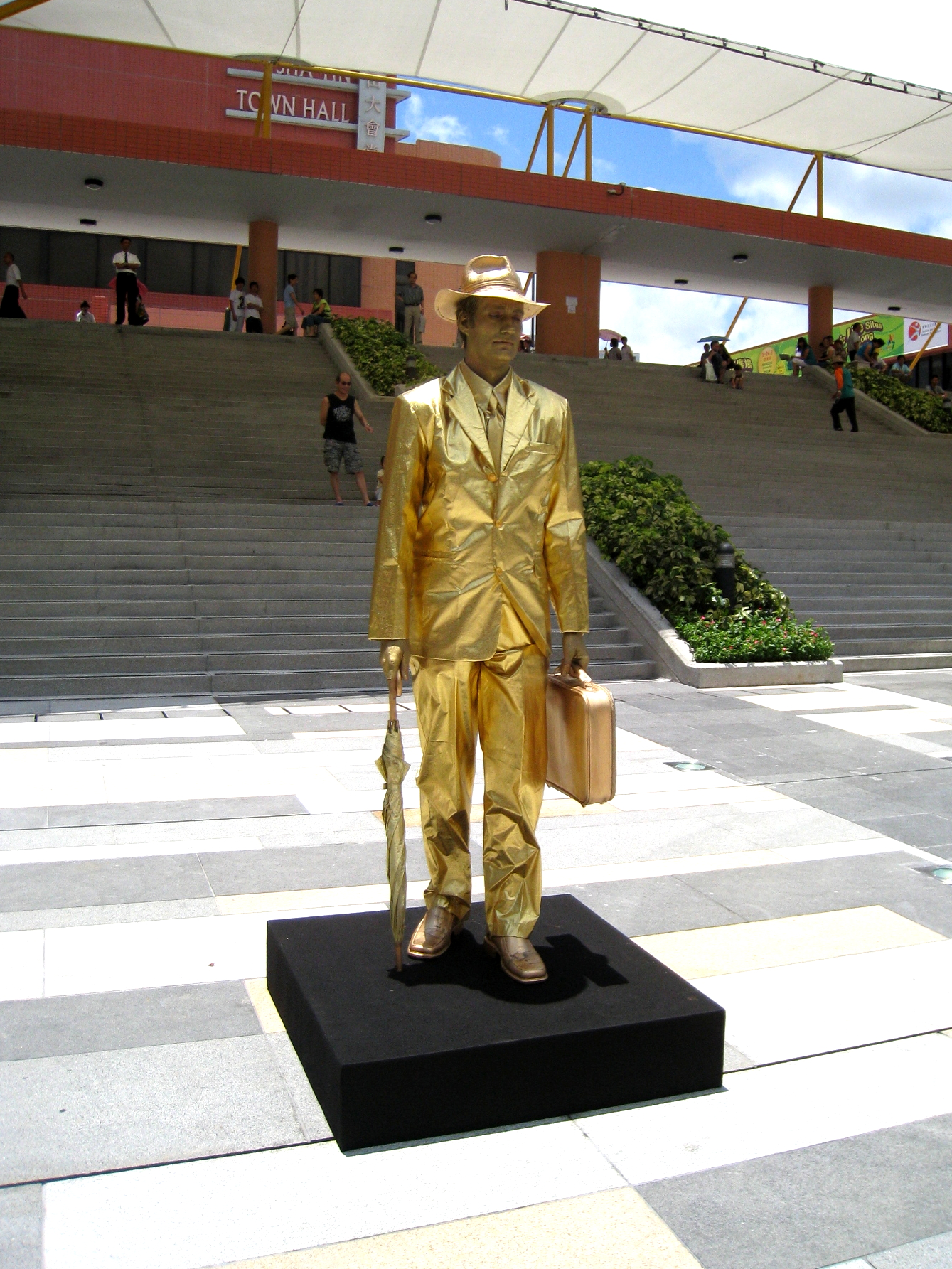
廣場內的表演藝術活雕像

## 第4區

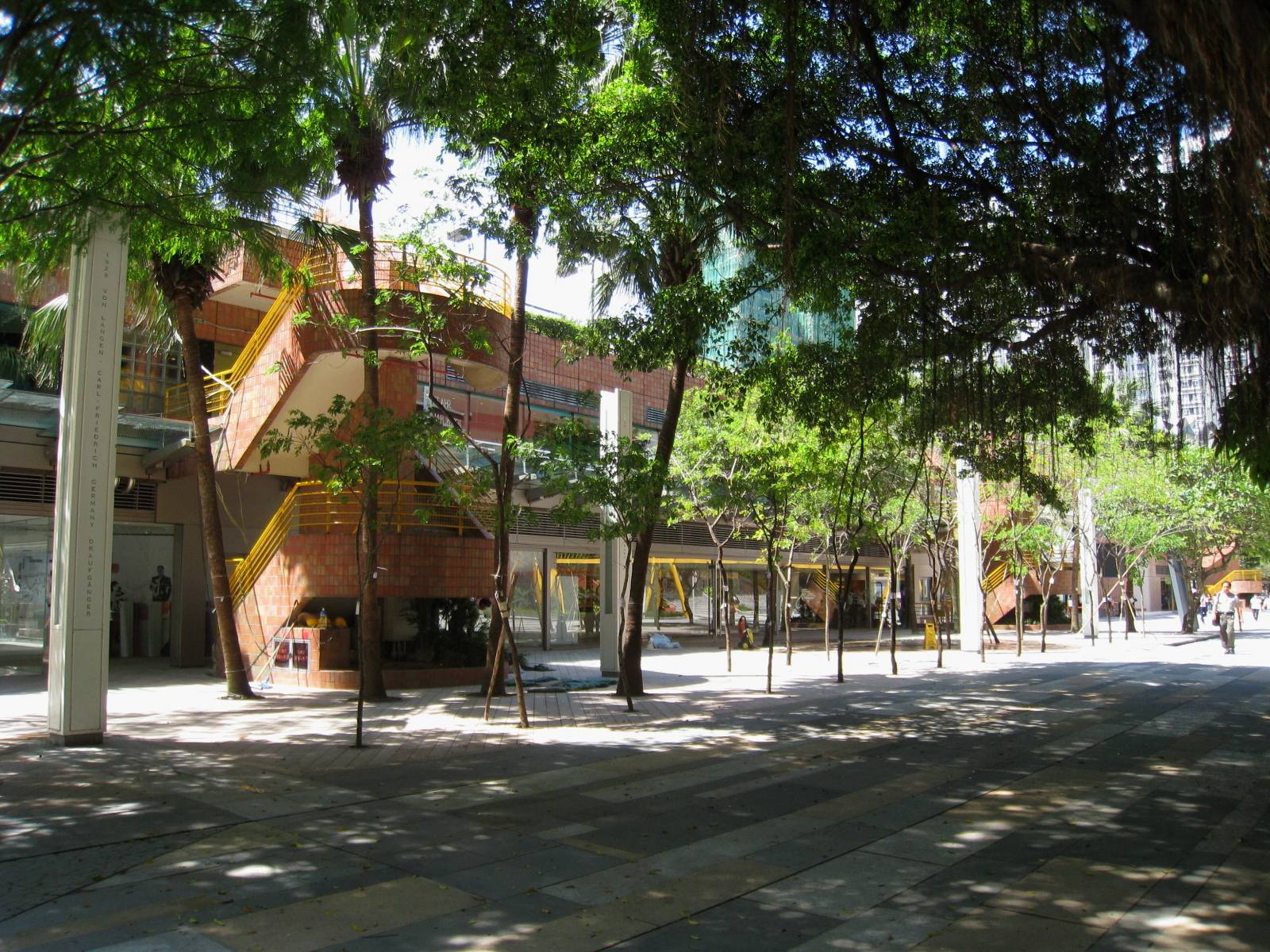
城市藝坊第4區

第4區鄰近大型商場新城市廣場第一期，為了配合商場食肆外圍安裝活動敞門。因此便將第四區原有的草坪改建為一個平台，在冬季時可讓顧客自由進出，方便欣賞室外景色。平台上設有四條約15尺高的柱，柱上展示1928年至1948年奧林匹克運動會的資料。第四區於2007年12月末完工，為城市藝坊最早完成的部份。

## 第5區
第5區鄰近大型商場新城市廣場第一期及沙田大會堂。與第四區相同，為了配合商場食肆外圍安裝活動敞門。因此便將該原有的草坪改建為一個平台。平台上設有六條約15尺高的柱，柱上展示1952年至2008年奧林匹克運動會的資料。附近還有香港設計師羅發禮設計的作品《渦流》。
連接新城市廣場第一期及沙田大會堂之間的行人天橋(紫荊橋)底部經已粉飾後，佈滿洋紫荊及風車圖案，為瑞典設計師妮娜．喬布斯 (Nina Jobs)的作品。沙田大會堂地下位置的花園增建了一棟玻璃房建築，由嚴觀偉設計，命名為《方間》，內部放置本地新晉藝術家謝淑婷、莫一新及文鳳儀的作品。
第5區近沙田大會堂位置原有的草坪改建為水景裝飾。水景裝飾上放置了內地藝術家張宇所創作的馬形雕塑，雕塑品附近也種植了不少奇花異草。不過康文署為方便管理，維持不足半年已經改為以往的草坪。
第5區也放置李展輝的作品《舞動．風景》，以不鏽鋼表面模仿中國園林山石效果。另一處的水景裝飾放置沃克媒體所創作的雕塑品《夜值》。

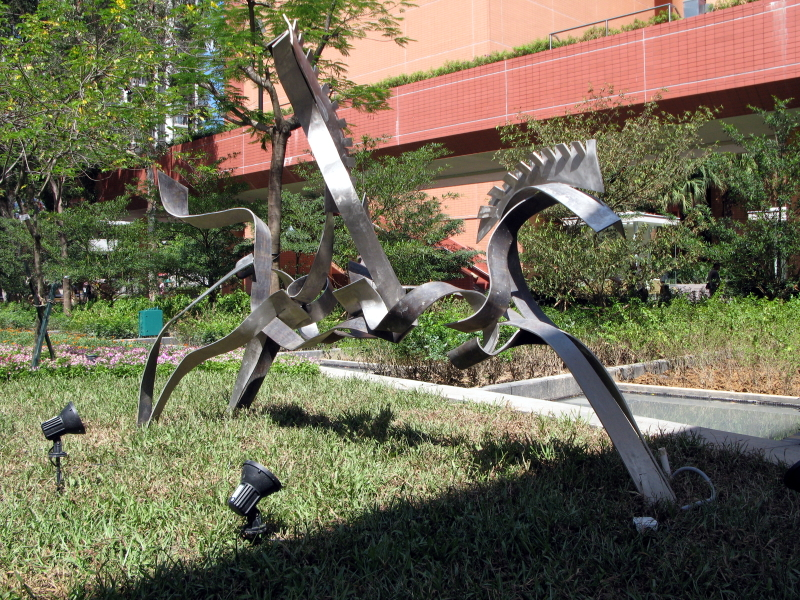
張宇所創作的馬形雕塑《一一》
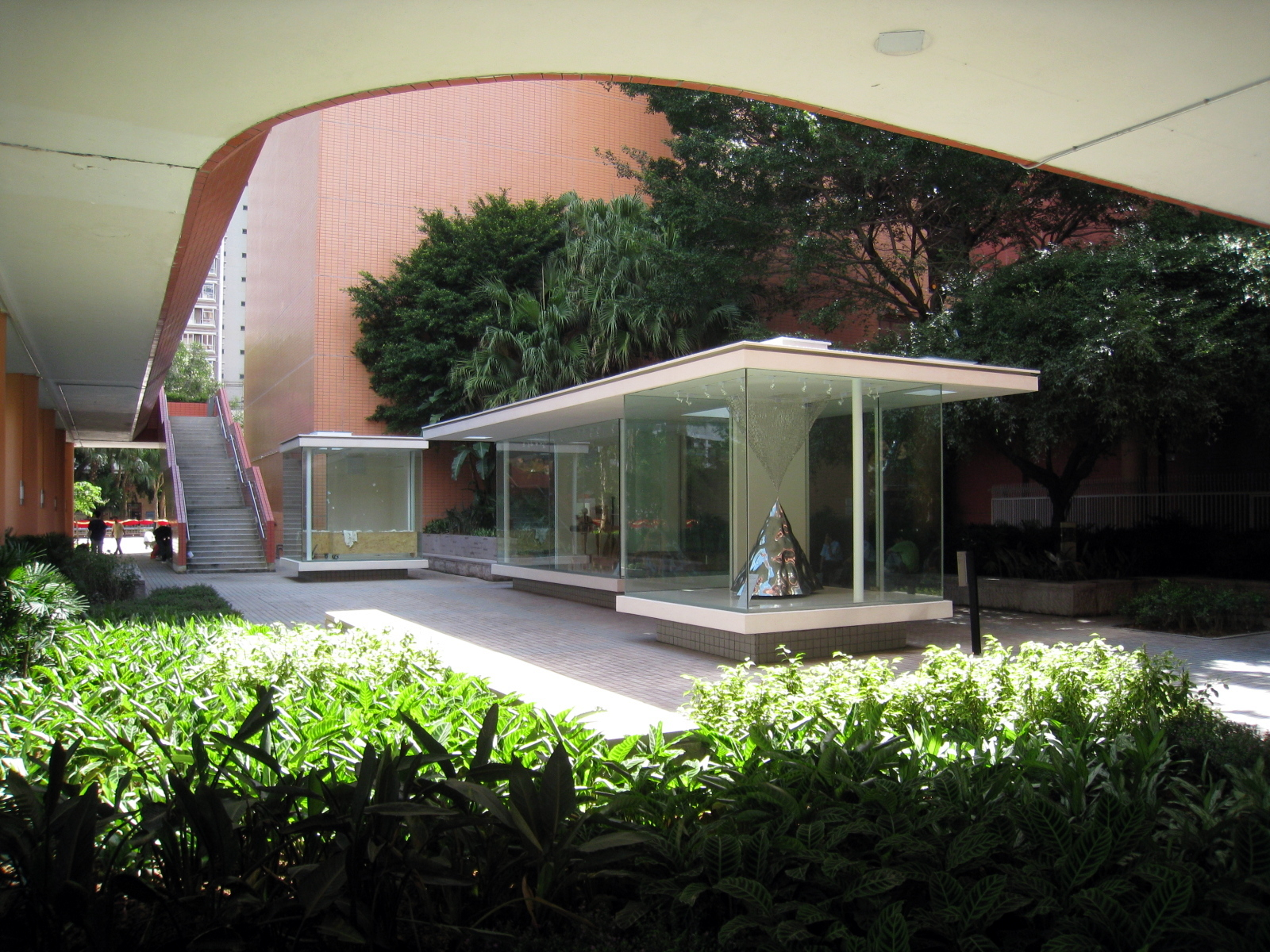
玻璃房建築《方間》
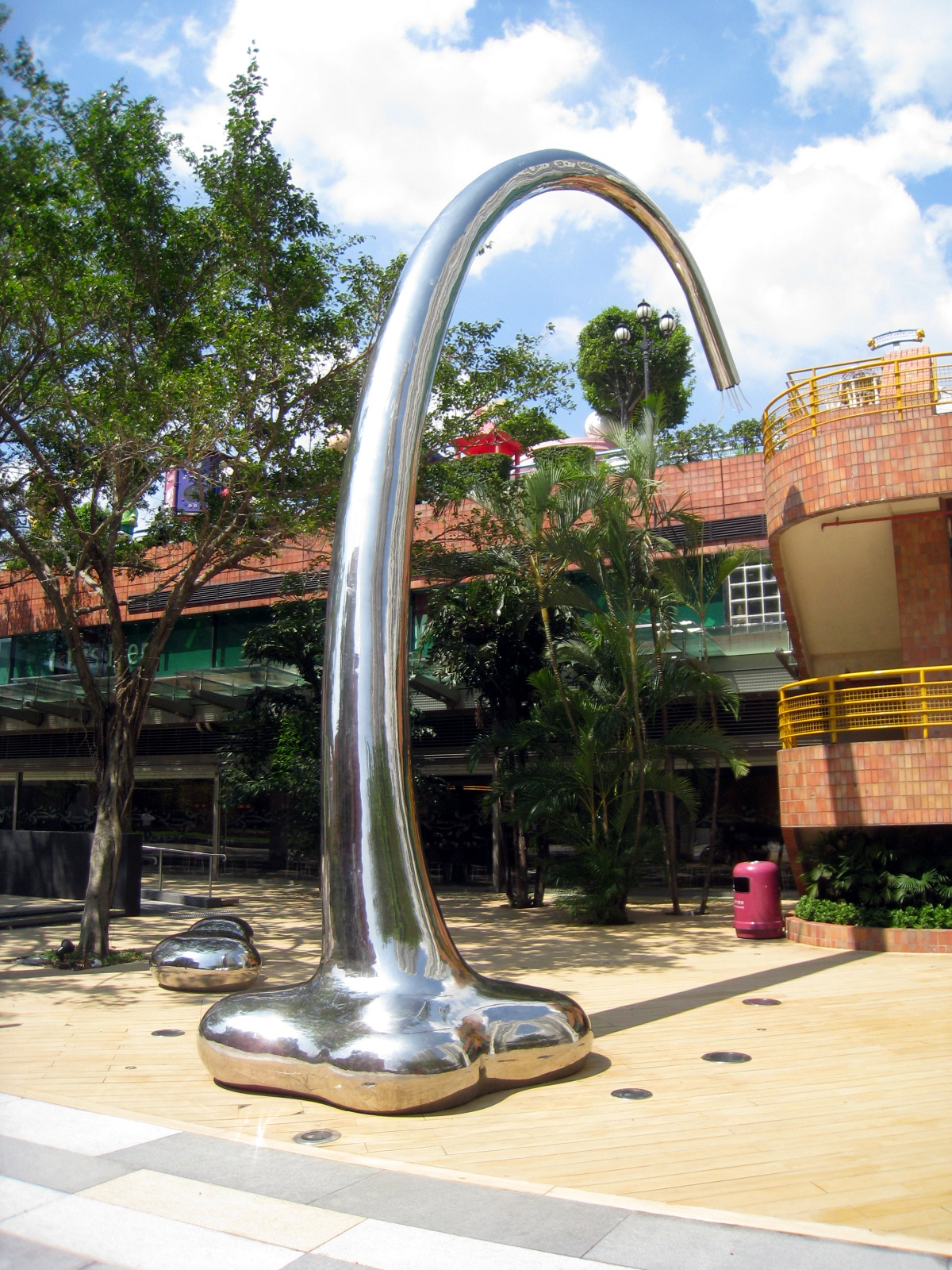
羅發禮的作品《渦流》
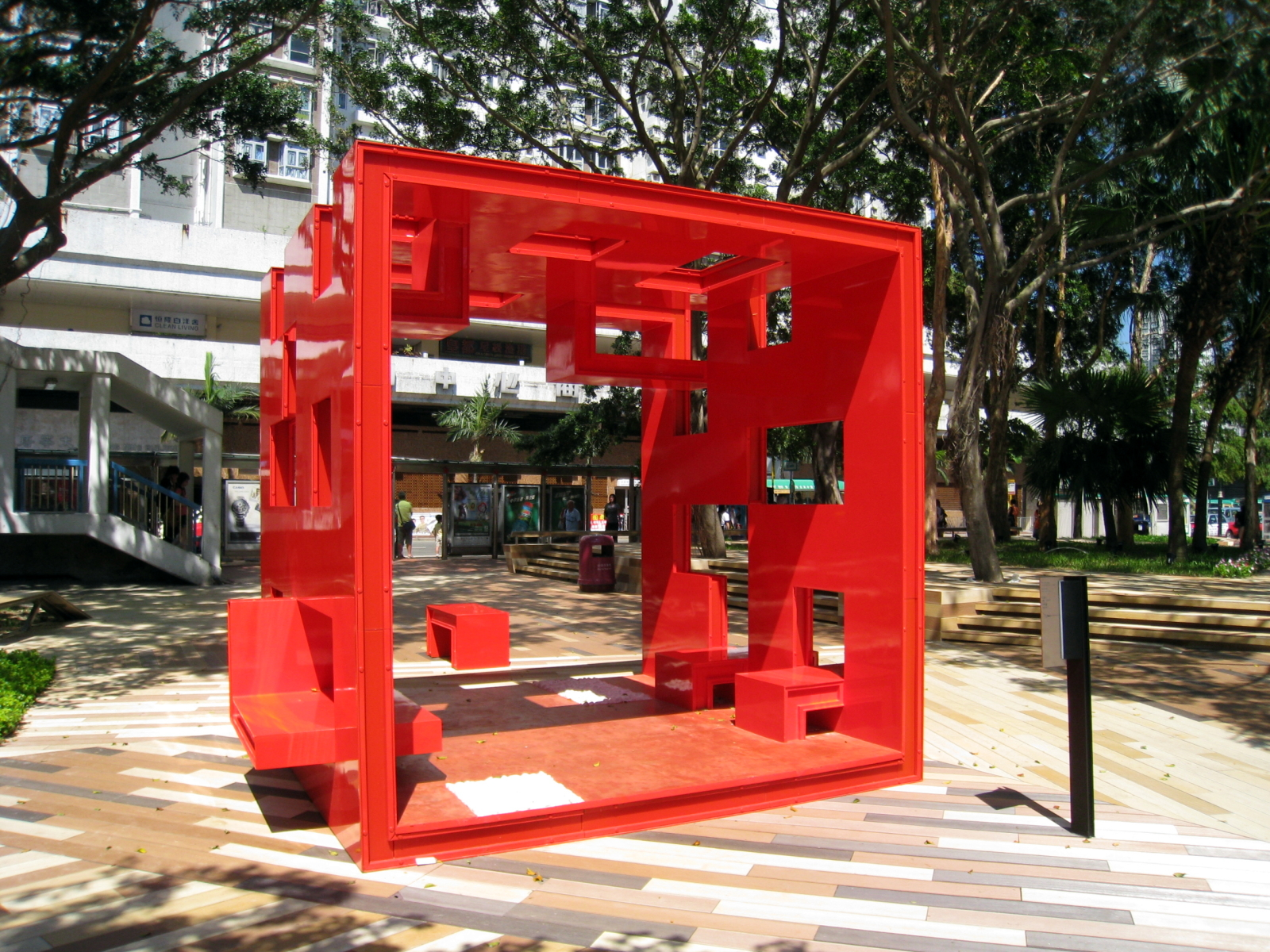
何周禮的作品《紅盒子》
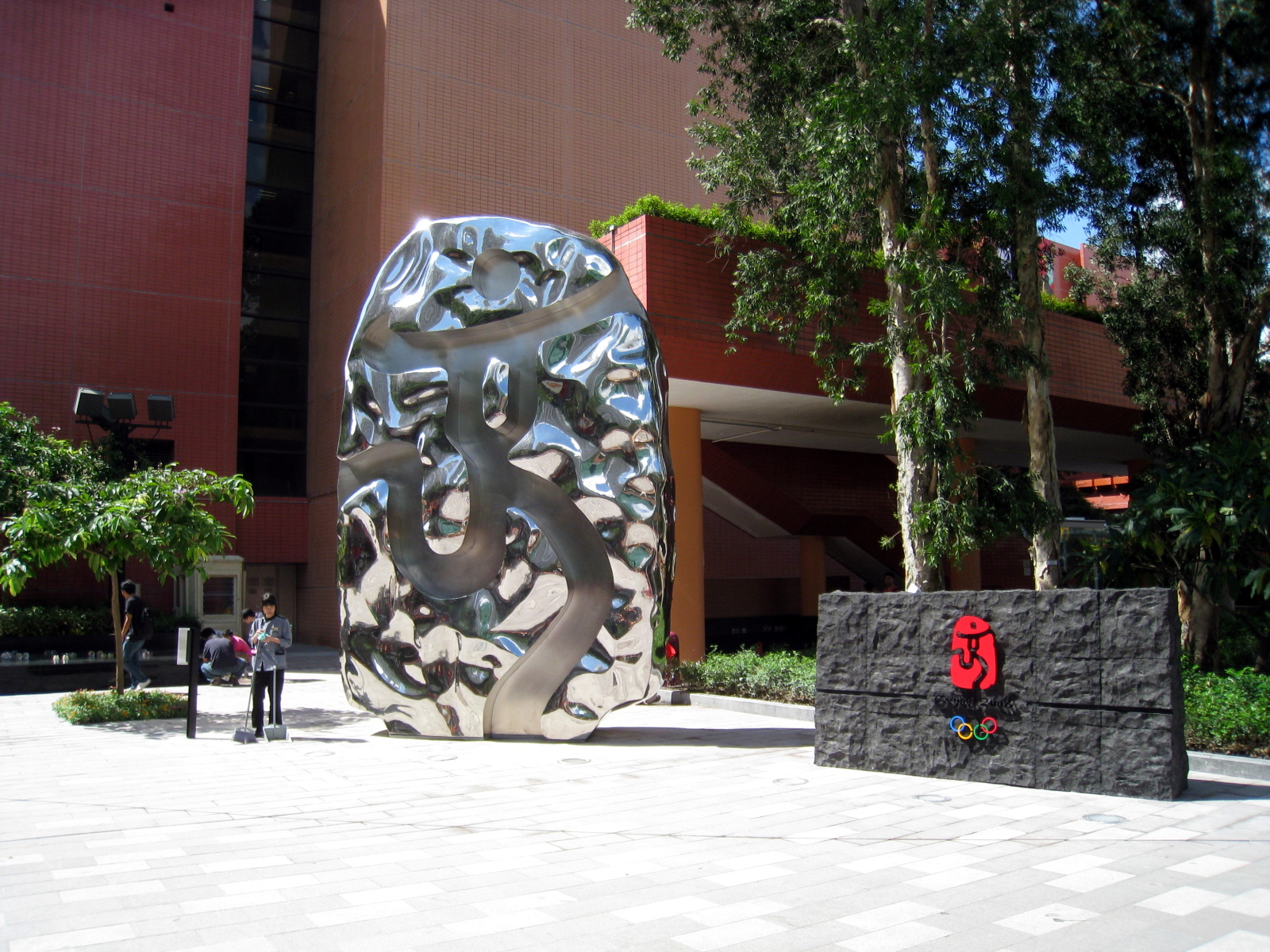
李展輝的作品《舞動．風景》
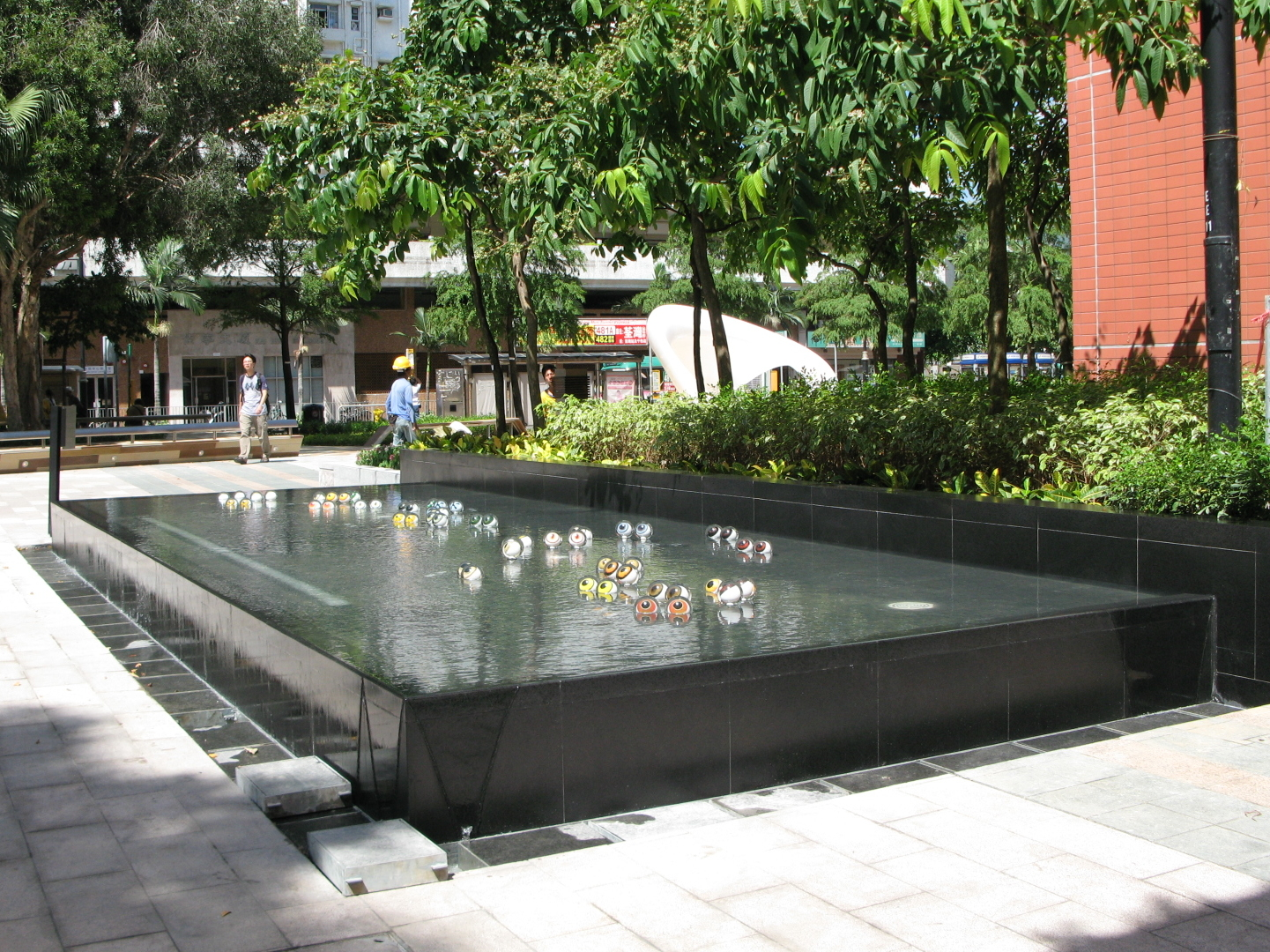
沃克媒體所創作的雕塑品《夜值》

## 第6區

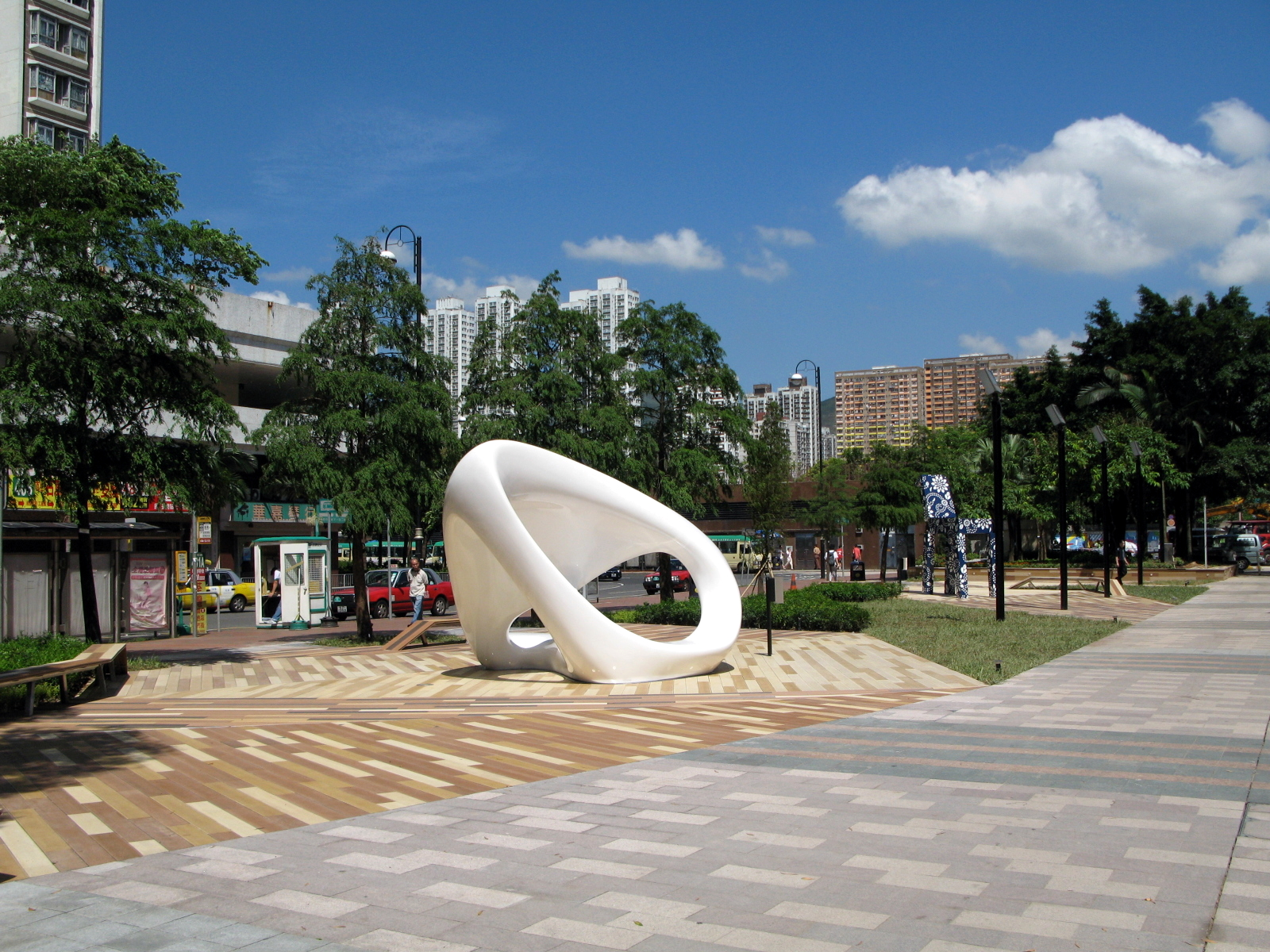
城市藝坊第六區

第6區鄰近沙田大會堂、新城市廣場第1期及沙田中心。該區近沙田大會堂位置範圍原有的石屎地變更為木塑板地台，部份地台更採用層遞級設計。該處放置城市藝坊建築設計師何周禮設計的《紅盒子》、薩哈·哈帝的作品《旋》（Wirl）和劉小康的作品《幻彩神駒》馬形雕塑。近新城市廣場第一期原有的草地則改建為小徑，放置來自菲律賓藝術家Joaquin G. Palencia作品《赤駒》。
不過到2018年，康文署為方便管理，部分範圍經過復修後再次改為石屎地，並鋪上地磚。

## 圖集

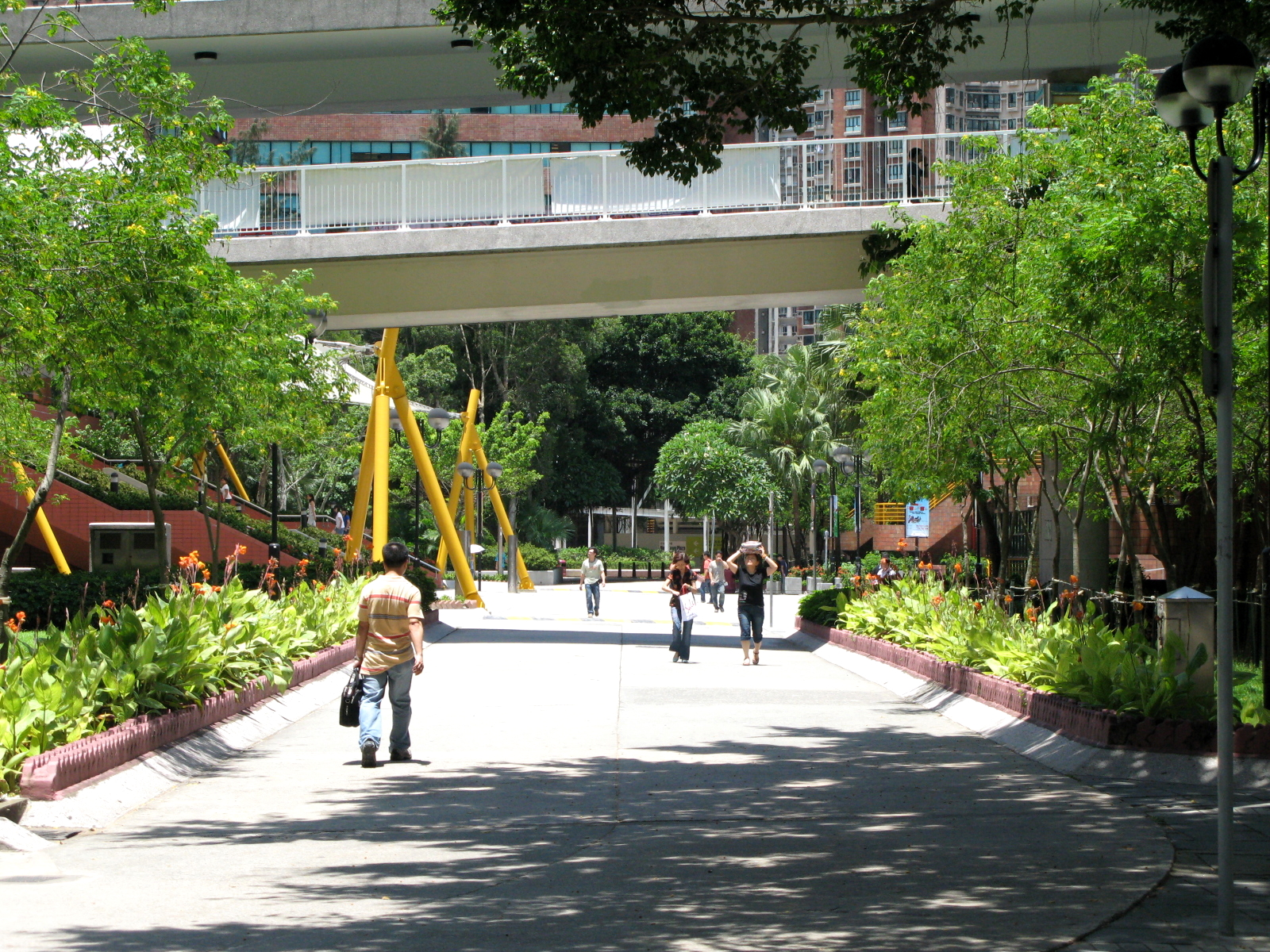
翻新前的廣場(1)
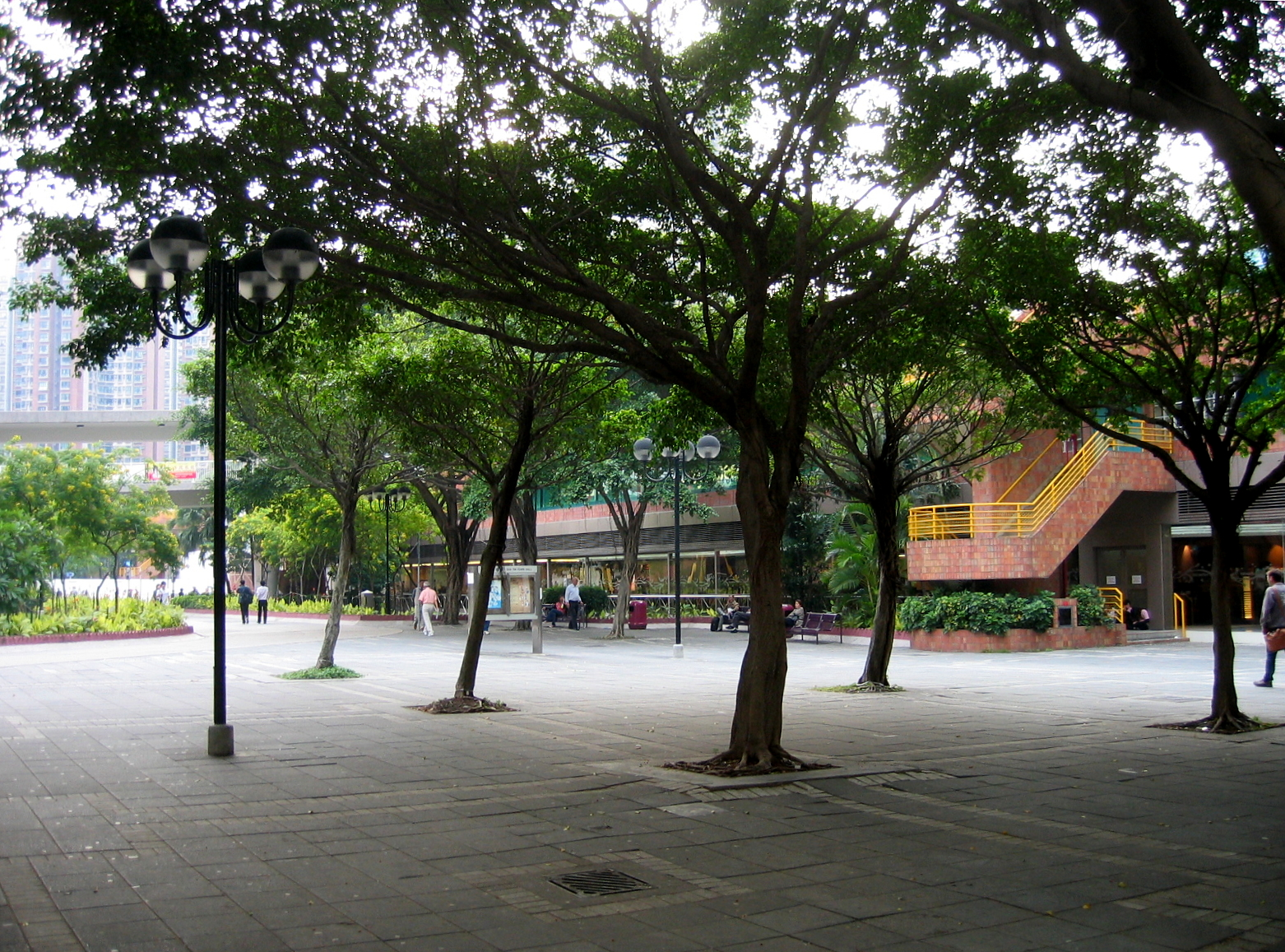
翻新前的廣場(2)
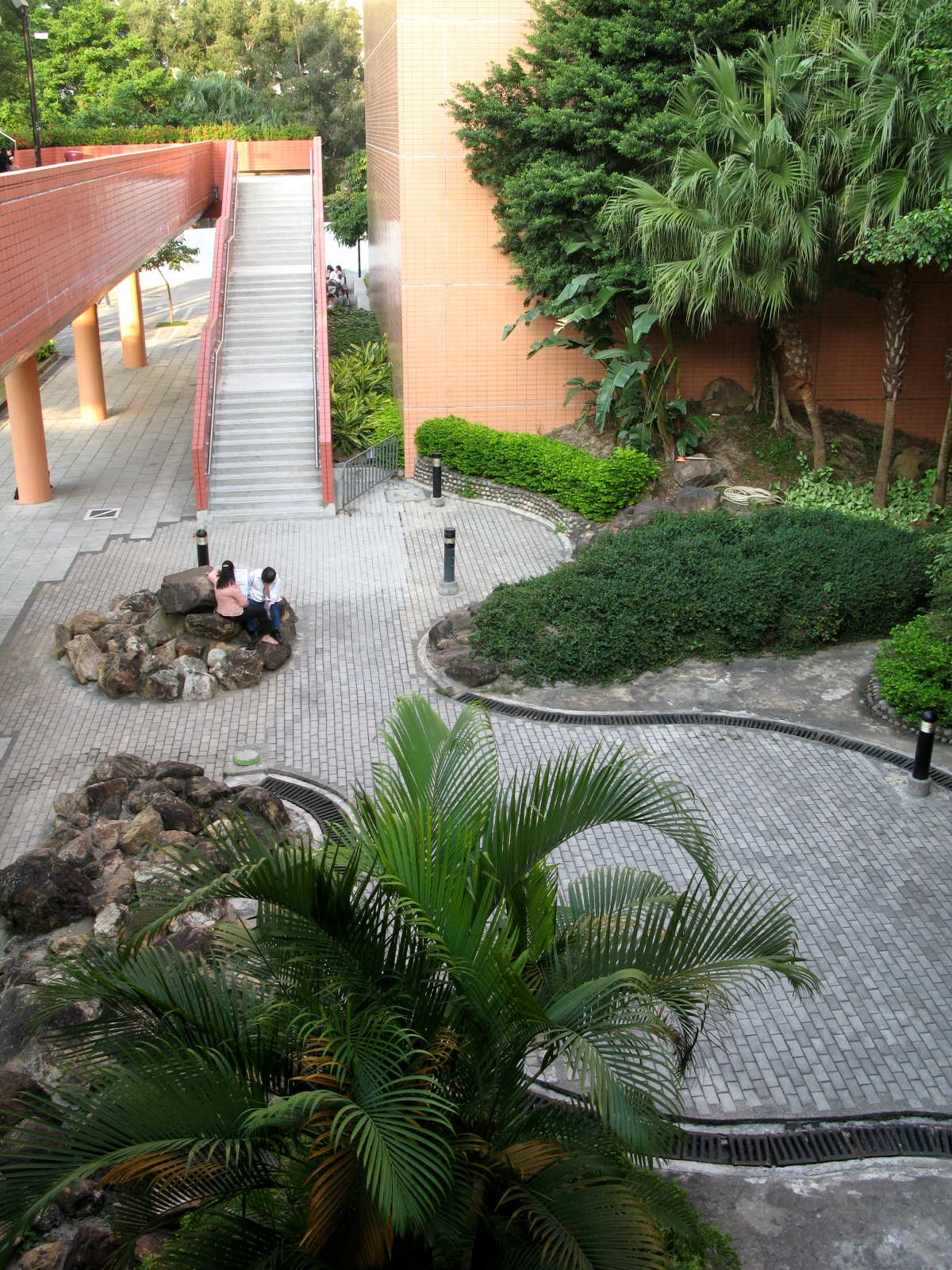
翻新前的廣場(3)
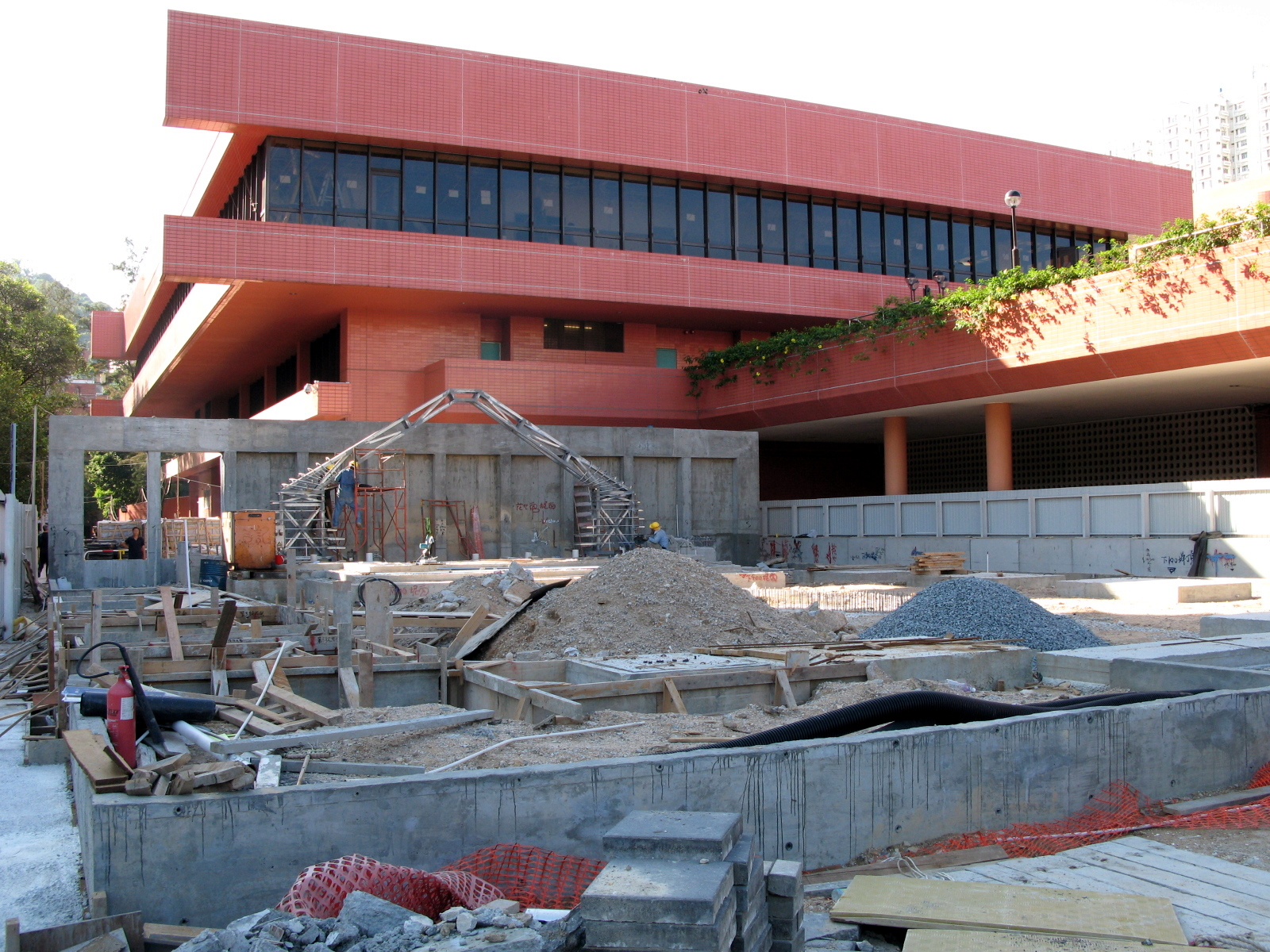
第一區(2008年5月)
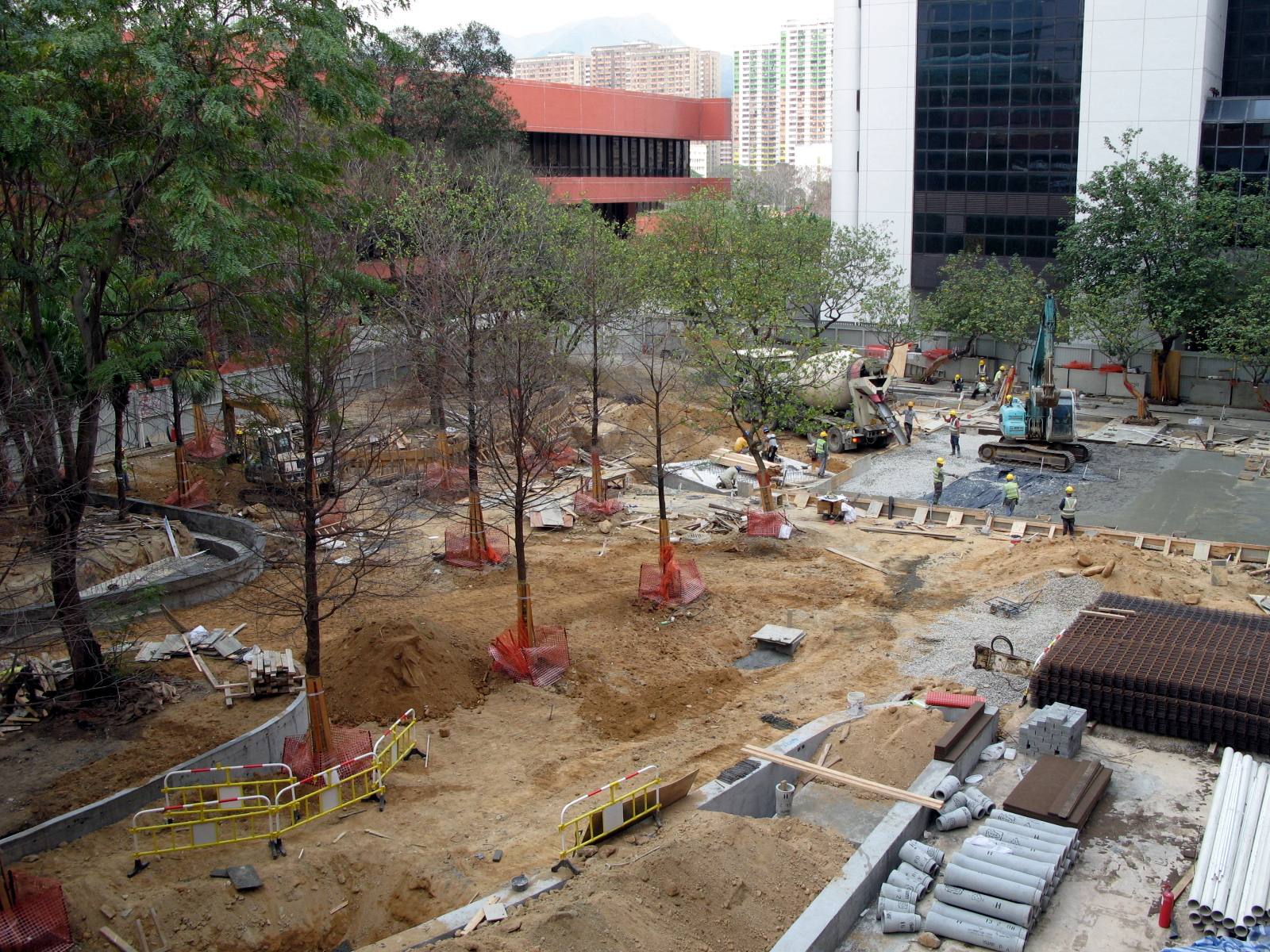
第二區(2008年3月)
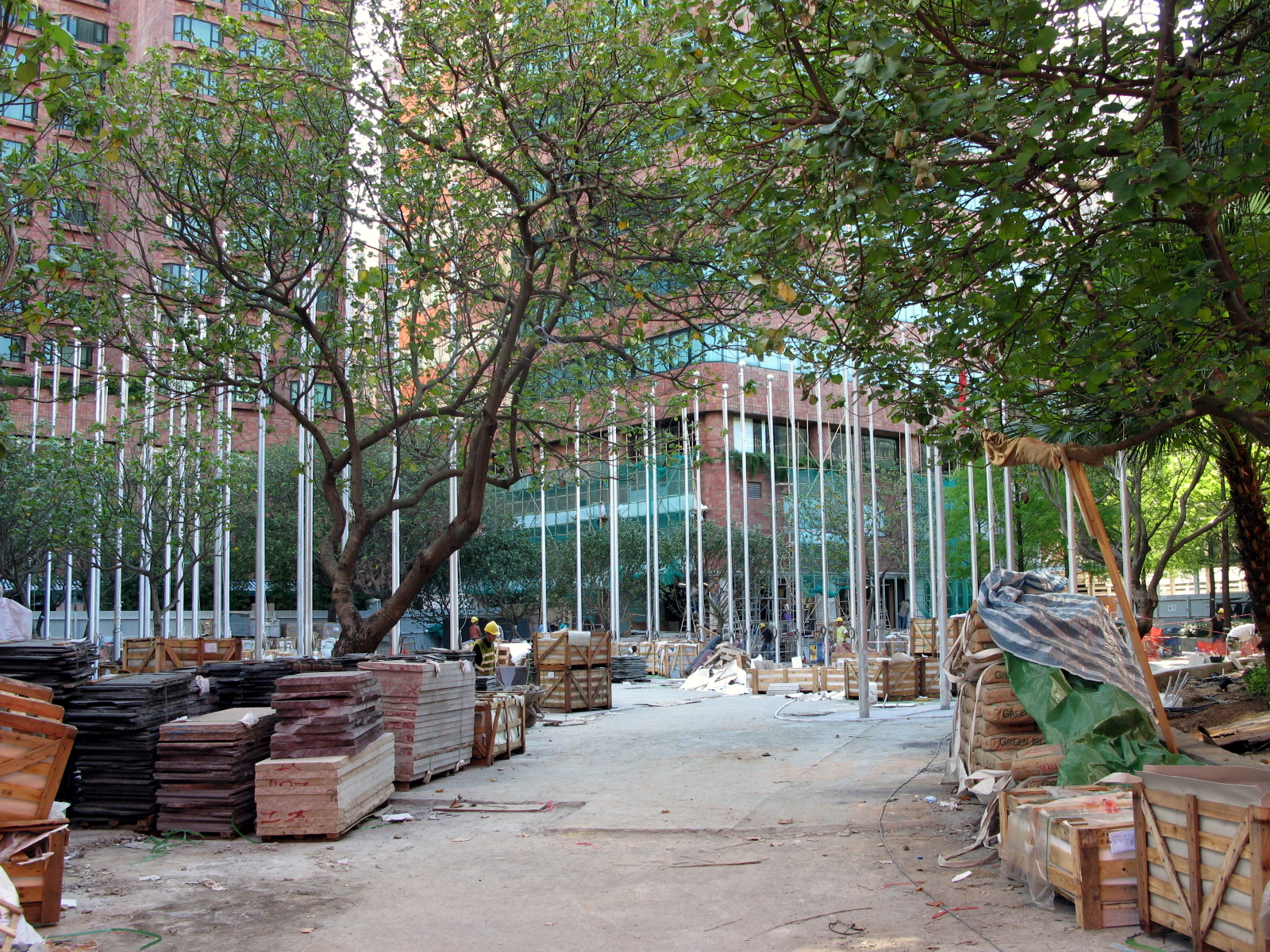
第二區(2008年5月)
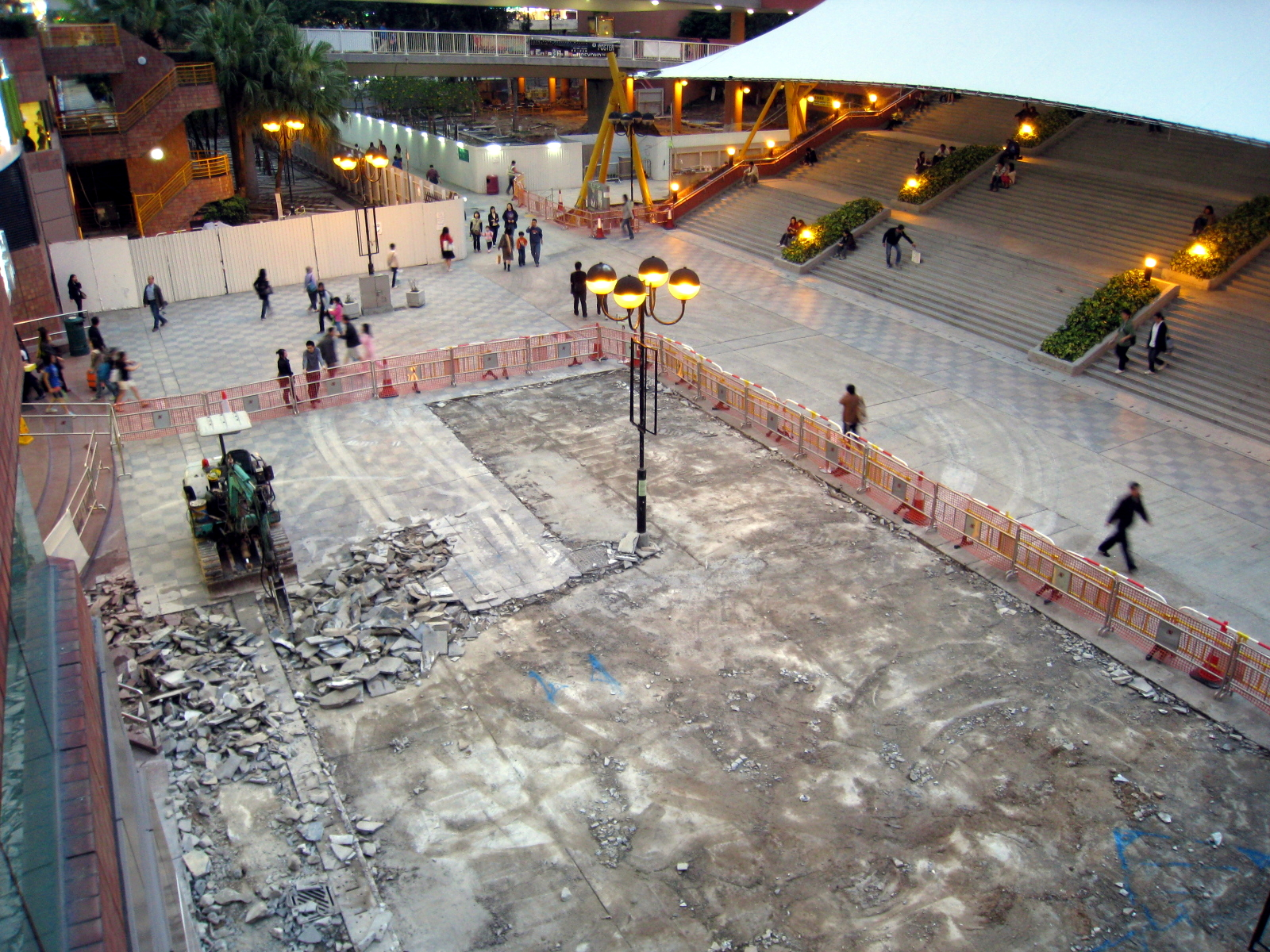
第三區(2008年3月)
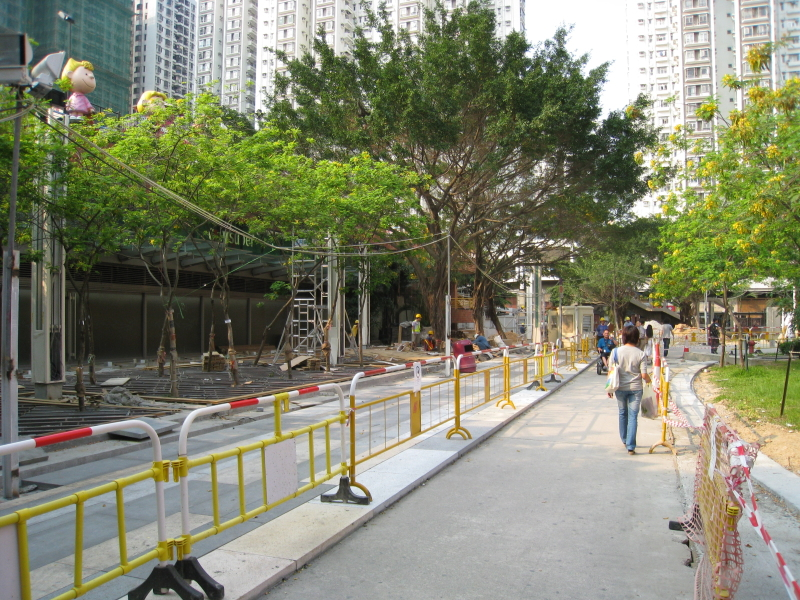
第五區(2008年5月)
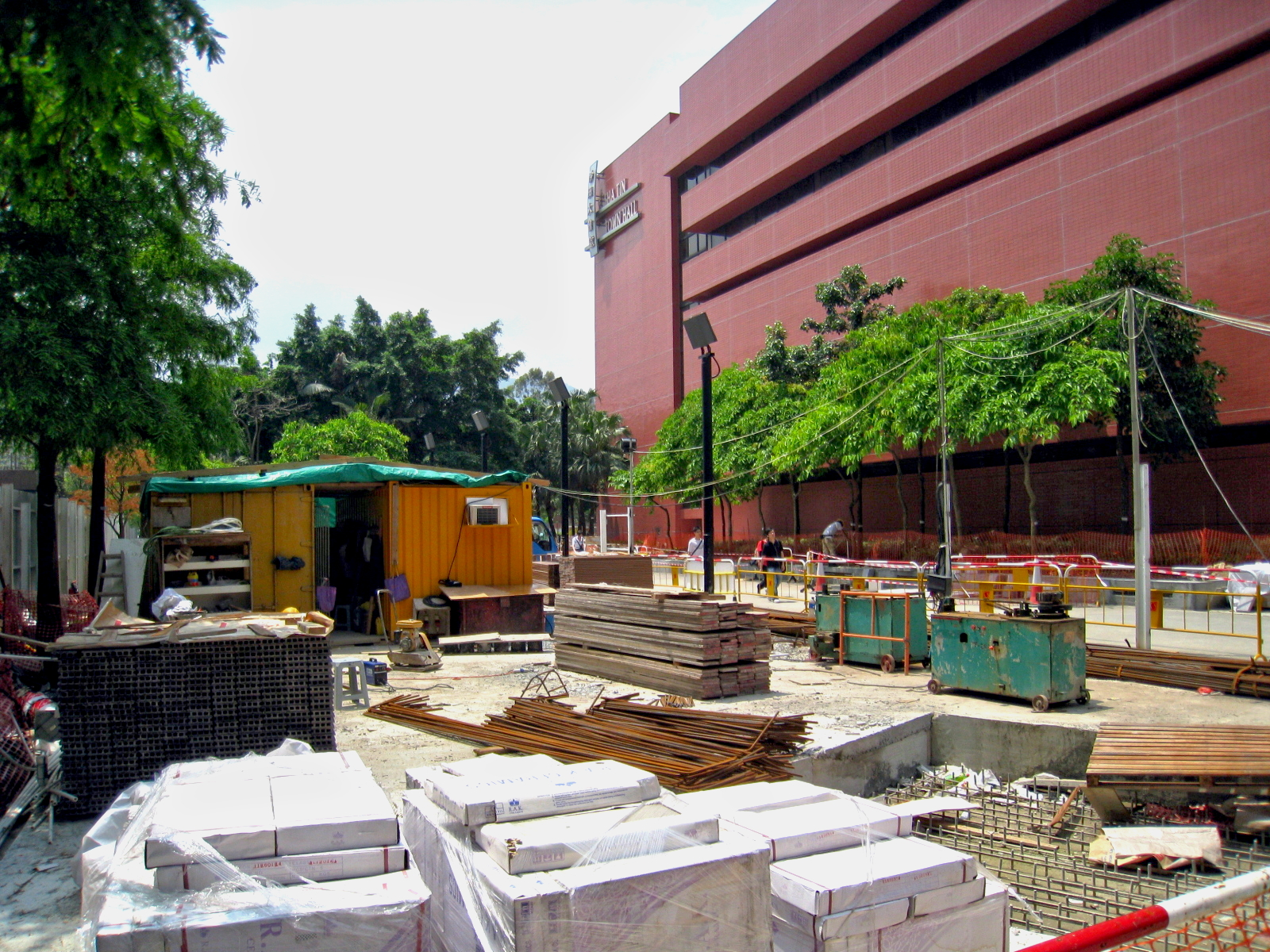
第六區(2008年5月)
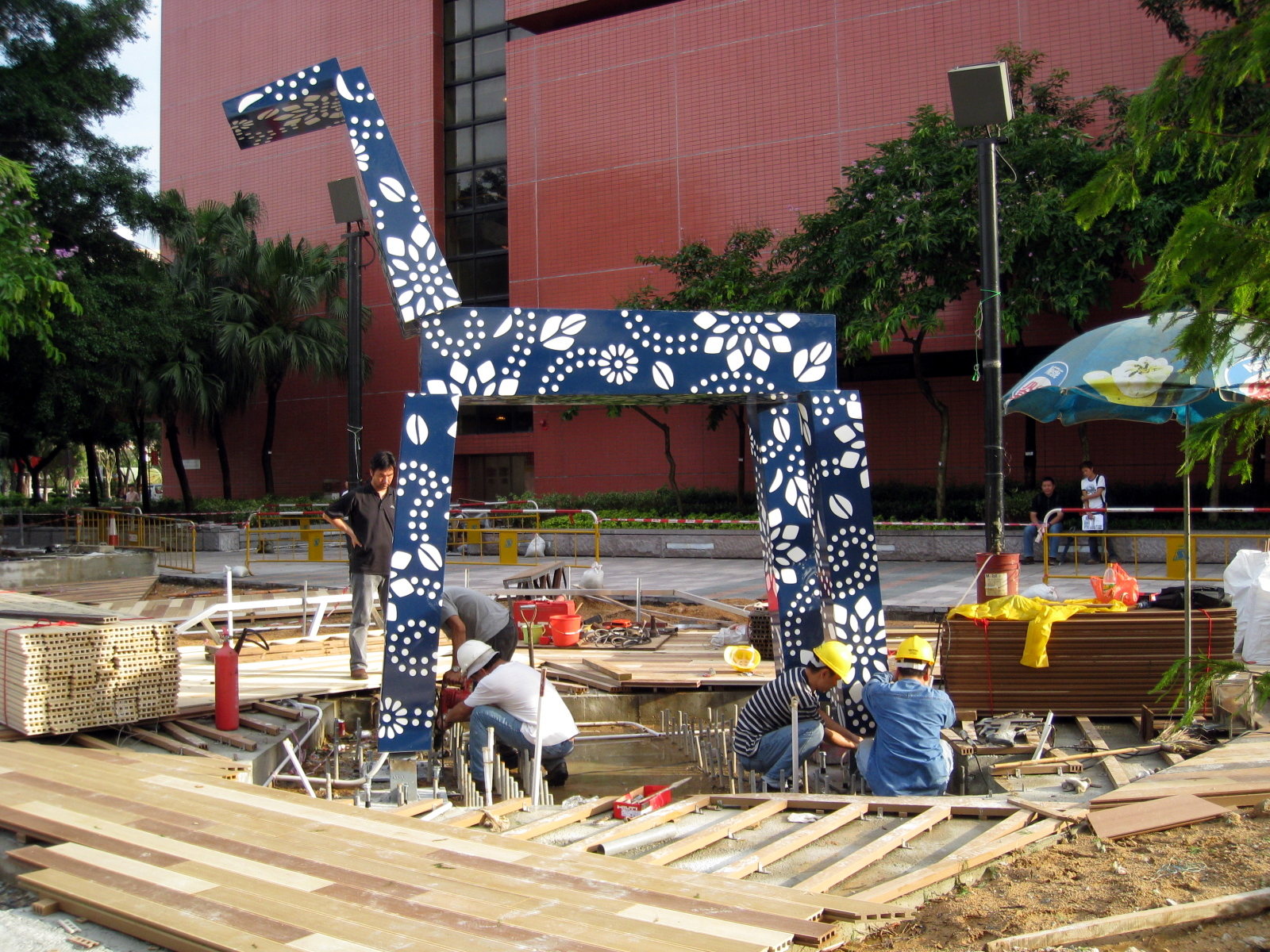
工人正在裝崁雕塑品
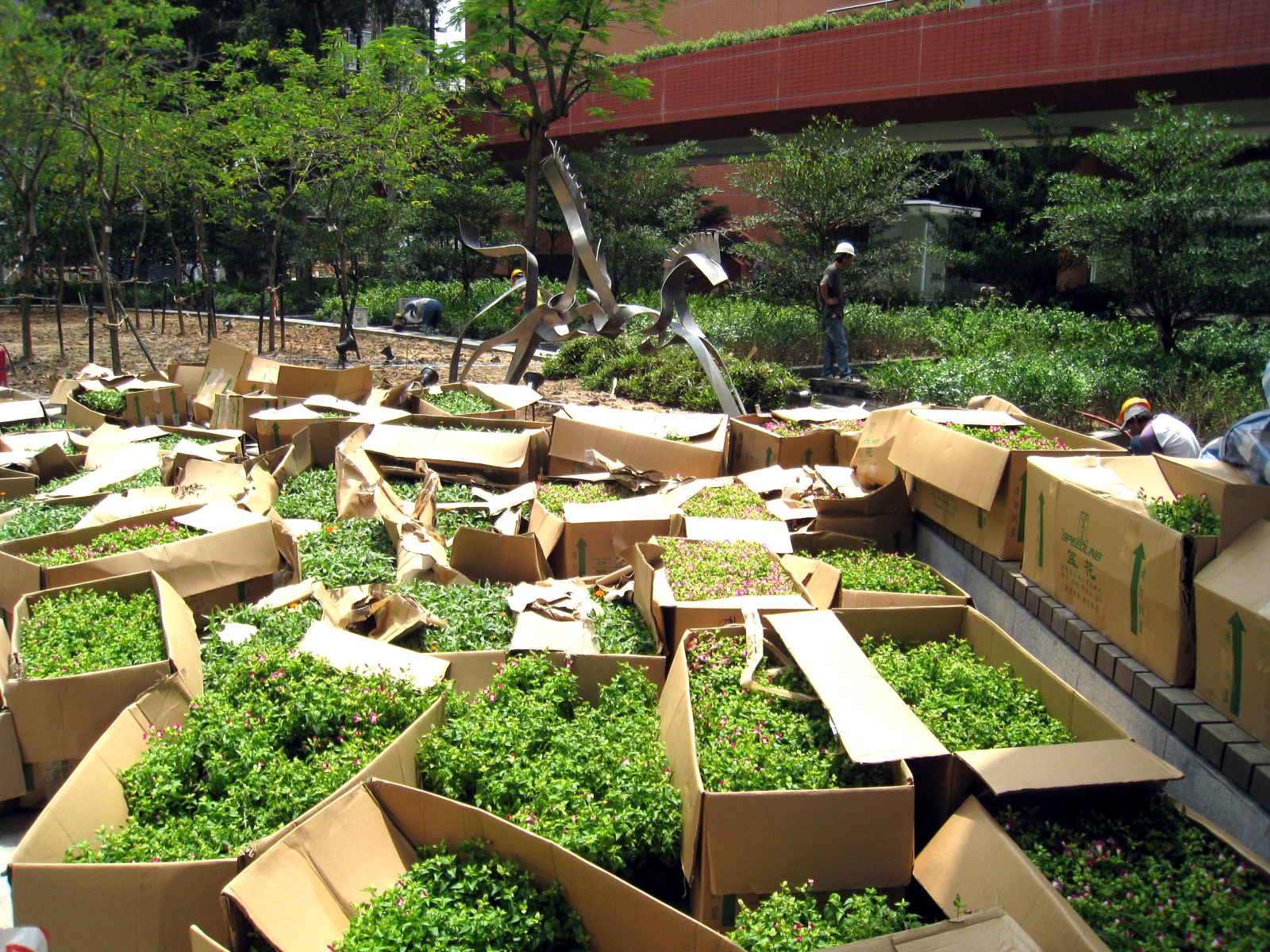
大量花盆等待種植

## 設計獎項
由於城市藝坊在香港開創環境藝術及設計先河，曾獲許多項設計獎。 
- 香港傳藝節2008「傑出推動藝術大獎」及「大中華傑出設計大獎」
- 2008 Cityscape國際建築大獎[5]

## 禁煙安排
此場地容許吸煙。

## 附近設施
- 新城市廣場
- 沙田大會堂
- 沙田公共圖書館
- 沙田公園